# Vittetia
Vittetia, rod  glavočika, dio tribusa Eupatorieae .

## Opis
Rod Vittetia ima 2 vrste iz jugoistočnog Brazila. Karakterizira ga 7-10 rebrastih, žljezdanih cipsela i gusto papilatnog oblika dodatka u kojem su papile oštre i ponekad izdužene.

## Vrste
1. Vittetia bishopii'' H.Rob. (Minas Gerais)
2. Vittetia orbiculata (DC.) R.M.King & H.Rob.  (São Paulo, Paraná, Rio Grande do Sul, Santa Catarina)

## Sinonimi
Nema.